# Crista zygomaticoalveolaris

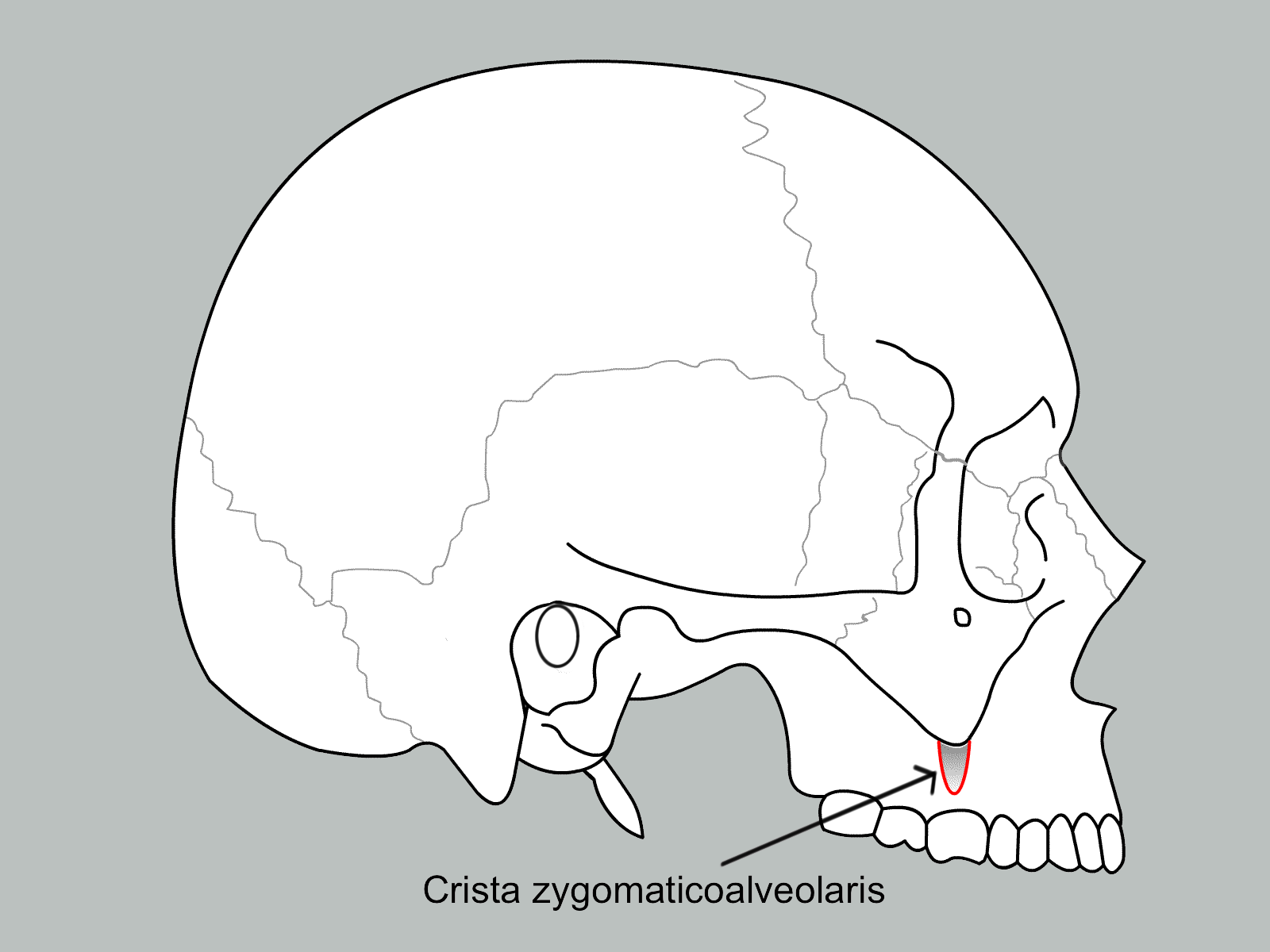
Crista zygomaticoalveolaris, Schädel seitlich

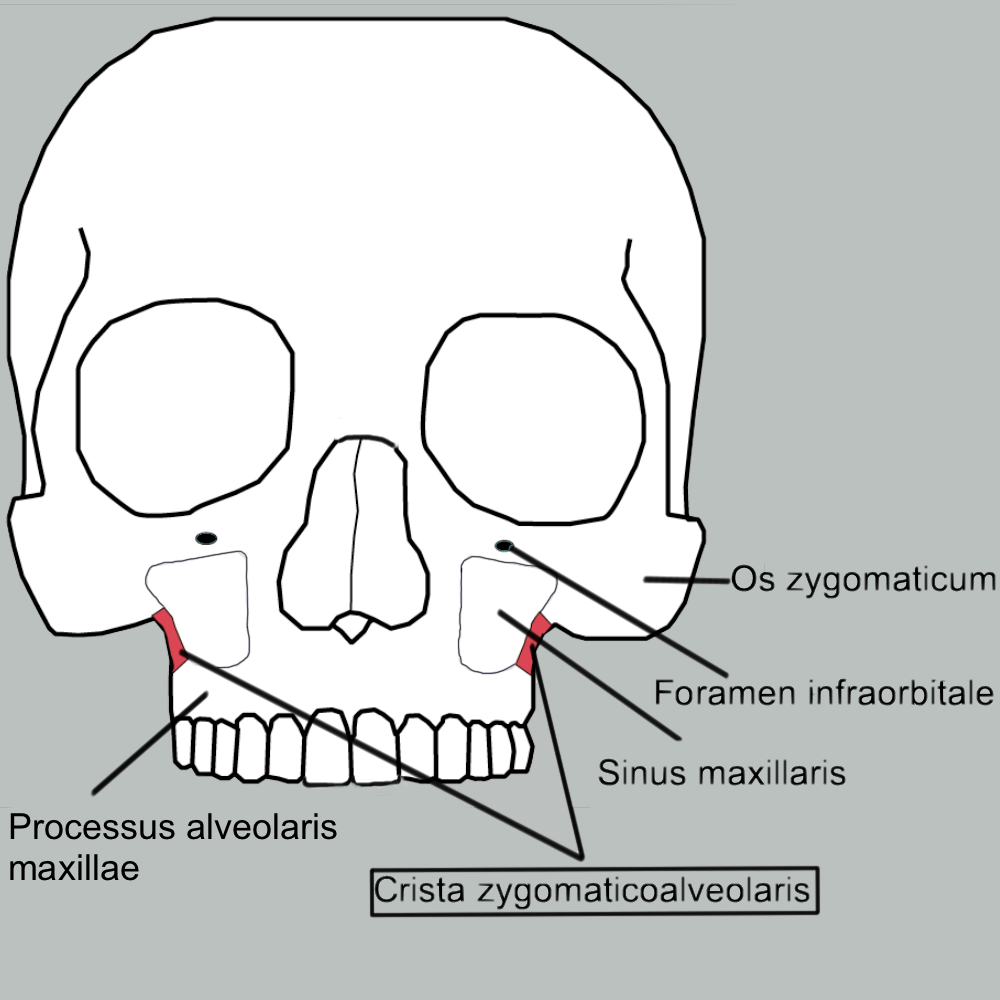
Crista zygomaticoalveolaris, Schädel von vorne

Die Crista zygomaticoalveolaris ist eine Knochenleiste beidseits am Oberkiefer des Menschen. Sie liegt am Übergang vom Jochbein (Os zygomaticum) zum Oberkiefer (Maxilla) oberhalb des ersten Molaren (großer Backenzahn). Die beiden Cristae zygomaticoalveolares gehören neben dem Stirnnasenpfeiler (Crista nasomaxillaris) und den paarigen Flügelgaumenpfeilern (Crista pterygomaxillaris) zu den fünf vertikalen Stützpfeilern des Mittelgesichts. Die Crista zygomaticoalveolaris bildet einen Teil der Außenwand der Kieferhöhle (Sinus maxillaris) und des  Processus alveolaris maxillae (Knochenteil in dem sich die Alveolen (Zahnfächer) befinden). Kranial (oberhalb)  der Crista zygomaticoalveolaris liegt das Foramen infraorbitale, durch das der Nervus infraorbitalis austritt. Die Knochenfläche beträgt bei Erwachsenen etwa 1,5 – 2 cm2.
Die genaue anatomische Struktur der Crista zygomaticoalveolaris wurde bisher von keiner wissenschaftlichen Arbeit systematisch erfasst.

## Oralchirurgische Bedeutung

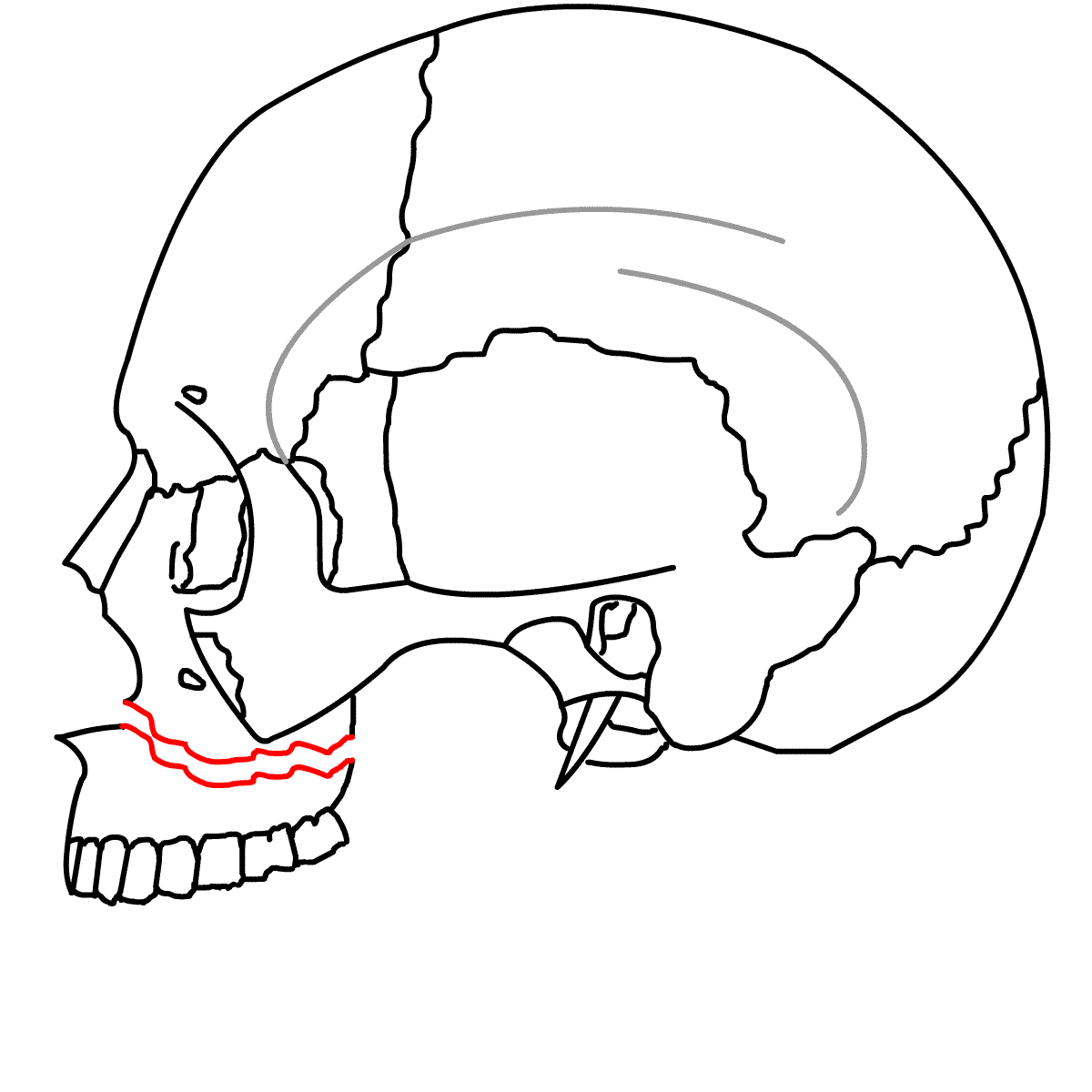
LeFort-I-Fraktur

Die Crista zygomaticoalveolaris wird im Rahmen eines Sinuslifts in Form eines Knochendeckels präpariert. Sie kann ebenso in begrenztem Umfang zur Gewinnung intraoraler Knochentransplantate zur Augmentation von Knochen bei oralchirurgischen Verfahren verwendet werden. Die Crista zygomaticoalveolaris wurde 2005 als intraorale Spenderregion eingeführt. Insbesondere nach einer Zahnextraktion kommt es im Oberkieferfrontzahnbereich im Bereich der labialen (lippenwärts gerichteten) Lamelle zu Resorptionen, die präimplantologisch aufgebaut werden müssen. Für solche Situationen bietet die Crista zygomaticoalveolaris durch ihre konvexe Form eine Möglichkeit der Rehabilitation der Jugae alveolariae (Vorwölbungen der knöchernen Zahnfächer) ohne zusätzliche aufwändige Bearbeitungsmaßnahmen eines sonst zur Transplantation vorgesehenen Knochenteils oder spätere Weichgewebsaufbauten.
Bei einer LeFort-I-Fraktur ist die Knochenkontinuität an der Nasenöffnung und an der Crista zygomaticoalveolaris oft tastbar unterbrochen.